# Filip Forejtek
Filip Forejtek (Plzeň, 3 novembre 1997) è uno sciatore alpino ceco.

## Biografia
Sciatore polivalente originario di Úlice e attivo dal dicembre del 2013, Forejtek ha esordito in Coppa Europa il 10 dicembre 2015 a Sölden in supergigante (65º), in Coppa del Mondo il 19 febbraio 2016 a Chamonix in combinata (49º), ai Campionati mondiali a Sankt Moritz 2017, dove si è classificato 47º nella discesa libera, 39º nella combinata e non ha completato lo slalom gigante, e ai Giochi olimpici invernali a Pyeongchang 2018, dove si è piazzato 38º nella discesa libera, 34º nel supergigante, 31º nello slalom gigante, 9º nella gara a squadre e non ha completato lo slalom speciale e la combinata. Ai Mondiali di Courchevel/Méribel 2023 è stato 43º nello slalom speciale, 10º nella gara a squadre e non ha completato lo slalom gigante; è inattivo dal febbraio di quell'anno.

## Palmarès

### Coppa Europa
- Miglior piazzamento in classifica generale: 215º nel 2022

### Nor-Am Cup
- Miglior piazzamento in classifica generale: 14º nel 2022
- 4 podi:
  - 4 secondi posti